# Pacific Coast Championships 1983
Il Pacific Coast Championships 1983 è stato un torneo di tennis giocato sul sintetico indoor. È stata la 94ª edizione del Pacific Coast Championships, che fa parte del Volvo Grand Prix 1983. Si è giocato a San Francisco negli Stati Uniti, dal 19 al 25 settembre 1983.

## Campioni

### Singolare
Ivan Lendl ha battuto in finale  John McEnroe con il punteggio di 3–6, 7–6, 6–4

### Doppio
Peter Fleming /  Patrick McEnroe hanno battuto in finale  Ivan Lendl /  Vincent Van Patten con il punteggio di 6–1, 6–2